# Brachypodius
Brachypodius är ett fågelsläkte i familjen bulbyler inom ordningen tättingar. Arterna i släktet placeras traditionellt i Pycnonotus, men genetiska studier visar att Pycnonotus är polyfyletiskt och bör därför delas upp i flera släkten. Flera taxonomiska auktoriteter har följt dessa rekommendationer, bland annat International Ornithological Congress (IOC) som placerar följande arter i Brachypodius:
- Gråhuvad bulbyl (Brachypodius priocephalus)
- Svarthuvad bulbyl (Brachypodius melanocephalos, syn. atriceps)
- Andamanbulbyl (Brachypodius fuscoflavescens)
- Blåflikig bulbyl (Brachypodius nieuwenhuisii)

Clements m.fl. placerar istället dessa arter i ett expanderat Microtarsus, tillsammans med svartvit bulbyl, dunryggig bulbyl och gulflikig bulbyl (Poliolophus urostictus).